# Liste von Sakralbauten in Niedersachsen

Verwaltungsgliederung Niedersachsens

Die Liste von Sakralbauten in Niedersachsen umfasst die Kirchengebäude, Moscheen, Synagogen, Tempel und ähnliche Sakralbauten in Niedersachsen.

## Liste
- Liste von Sakralbauten im Landkreis Ammerland
- Liste von Sakralbauten im Landkreis Aurich
- Liste von Sakralbauten in Braunschweig
- Liste von Sakralbauten im Landkreis Celle
- Liste von Sakralbauten im Landkreis Cloppenburg
- Liste von Sakralbauten im Landkreis Cuxhaven
- Liste von Sakralbauten in Delmenhorst
- Liste von Sakralbauten im Landkreis Diepholz
- Liste von Sakralbauten in Emden
- Liste von Sakralbauten im Landkreis Emsland
- Liste von Sakralbauten im Landkreis Friesland
- Liste von Sakralbauten im Landkreis Gifhorn
- Liste von Sakralbauten im Landkreis Goslar
- Liste von Sakralbauten im Landkreis Grafschaft Bentheim
- Liste von Sakralbauten im Landkreis Göttingen
- Liste von Sakralbauten im Landkreis Hameln-Pyrmont
- Liste von Sakralbauten in der Region Hannover
- Liste von Sakralbauten im Landkreis Harburg
- Liste von Sakralbauten im Landkreis Heidekreis
- Liste von Sakralbauten im Landkreis Helmstedt
- Liste von Sakralbauten im Landkreis Hildesheim
- Liste von Sakralbauten im Landkreis Holzminden
- Liste von Sakralbauten im Landkreis Leer
- Liste von Sakralbauten im Landkreis Lüchow-Dannenberg
- Liste von Sakralbauten im Landkreis Lüneburg
- Liste von Sakralbauten im Landkreis Nienburg/Weser
- Liste von Sakralbauten im Landkreis Northeim
- Liste von Sakralbauten in Oldenburg (Oldb)
- Liste von Sakralbauten im Landkreis Oldenburg
- Liste von Sakralbauten in Osnabrück
- Liste von Sakralbauten im Landkreis Osnabrück
- Liste von Sakralbauten im Landkreis Osterholz
- Liste von Sakralbauten im Landkreis Peine
- Liste von Sakralbauten im Landkreis Rotenburg (Wümme)
- Liste von Sakralbauten in Salzgitter
- Liste von Sakralbauten im Landkreis Schaumburg
- Liste von Sakralbauten im Landkreis Stade
- Liste von Sakralbauten im Landkreis Uelzen
- Liste von Sakralbauten im Landkreis Vechta
- Liste von Sakralbauten im Landkreis Verden
- Liste von Sakralbauten im Landkreis Wesermarsch
- Liste von Sakralbauten in Wilhelmshaven
- Liste von Sakralbauten im Landkreis Wittmund
- Liste von Sakralbauten im Landkreis Wolfenbüttel
- Liste von Sakralbauten in Wolfsburg